# Eluwina
Eluwina – debiutancki singel polskiego influencera Kacpra Błońskiego, który został wydany 10 stycznia 2019.
Nagranie w Polsce otrzymało status platynowej płyty 23 grudnia 2024.

## Twórcy
Opracowano na podstawie materiałów źródłowych.
- Kacper Błoński – wokal, tekst
- Mike Johnson – kompozycja

## Lista utworów
- Digital download[2]

1. „Eluwina” – 2:08

## Teledysk
Do utworu powstał teledysk, który udostępniono 28 września 2019 za pośrednictwem serwisu YouTube.

## Certyfikaty i sprzedaż
| Kraj   | Certyfikat      | Sprzedaż | Data przyznania |
| ------ | --------------- | -------- | --------------- |
| Polska | platynowa płyta | 50 000+  | 23 grudnia 2024 |